# Свердловинний насос
Свердлови́нний насо́с, або свердлови́нна по́мпа (англ. well pump, borehole pump, submersible pump, нім. Brunnenpumpe, Tiefbrunnenpumpe, Bohrlochpumpe, рос. насос скважинный) — секційний, багатоступінчастий насос, який опускають (заглиблюють) у свердловину на колоні насосно-компресорних труб, занурюють під рівень рідини і служить для відкачування рідини із свердловини.
До безштангових помп, які застосовують при експлуатації нафтових свердловин відносять відцентрові, гвинтові, гідропоршневі, вібраційні, діафрагмові, струминні помпи.

## Свердловинний відцентровий насос
Див. також Установки електричних занурювальних відцентрових насосів
Свердловинний відцентровий насос, (рос. насос скважинный центробежный; англ. centrifugal well pump; нім. Kreiselspülpumpe f) — секційний, багатоступінчастий насос, який опускається (заглиблюється) у свердловину на колоні насосно-компресорних труб, занурюється під рівень рідини і служить для відпомповування рідини із свердловини.
Електронасосні відцентрові агрегати для води здійснюють подачу води із свердловин діаметром до 450 мм з температурою не вище за 25 °C та вмістом механічних домішок не більше за 0,01 % за масою. Всі насоси цього типу оснащені водозаповненими електродвигунами; працюють з підпором 1 м для свердловин діаметром до 250 мм (подача 4 — 160 м³/год, напір 60 — 270 м вод.ст.) і 2 — 6 м для свердловин діаметром 300 — 425 мм (подача 210 — 3000 м3/год, напір 25 — 1400 м), к.к.д. 46 — 79 %. Осьові моноблочні Н.с. для води з електродвигуном «сухого» виконання (ОПВ, подача 2500 — 20000 м3/год, напір 4,2—15 м, к.к.д. 75 — 84) та водозаповнені (ОМПВ, подача 250 — 400 м³/год, напір 5,5 — 10 м, к.к.д. 52-56 %) призначені для перекачування води температурою 25 — 35 °C і вмістом механічних домішок до 6 г/л; використовуються також у меліоративних системах, для промислового та побутового водопостачання.

## Гідропоршневі насосні установки

Рис. Схема компонування обладнання гідропоршневої насосної установки: а — піднімання насоса;б — робота насоса;1 — трубопровід; 2 — ємність для робочої рідини; 3 — усмоктуючий трубопровід; 4 — силовий насос;5 — манометр;6 — — сепаратор; 7 — викидна лінія;8 — напірний трубопровід;9 — обладнання гирла свердловини;10 — 63-мм труби; 11 — 102-мм труби;12 — обсадна колона;13 — гідропоршневий насос (що скидається); 14 — сідло гідропоршневого насоса; 15 — посадковий конус;16 — зворотний клан; І — робоча рідина;
ІІ — видобута рідина; III — суміш відпрацьованої та видобутої рідин

Складаються із поршневого гідравлічного двигуна і насоса 13, установленого в нижній частині труб 10, силового насоса 4, розташованого на поверхні, ємності 2 для відстоювання рідини і сепаратора 6 для її очищення. Насос 13, що скидається у труби 10, сідає в сідло 14, де ущільнюється у посадковому конусі 15 під впливом струменів робочої рідини, що нагнітається у свердловину по центральному ряду труб 10. Золотниковий пристрій направляє рідину в простір над або під поршнем двигуна, й тому він робить вертикальні зворотно-поступальні рухи. Нафта із свердловини, що всмоктується через зворотний клапан 16, направляється у кільцевий простір між внутрішнім 10 і зовнішнім 11 рядами труб. У цей простір із двигуна надходить і відпрацьована рідина (нафта), тобто по кільцевому простору на поверхню піднімається одночасно видобута та робоча рідина. При підйому насоса змінюється напрям нагнітання робочої рідини — її подають у кільцевий простір.
Розрізняють гідропоршневі насоси одинарної й подвійної дії, з роздільним і спільним рухом видобувної рідини з робочою і т. ін. Такі насоси забезпечують підйом рідини з великих глибин (4000…4500 м) при ККД до 0,6. 
Перевага гідропоршневих насосів — можливість автоматизації та дистанційного керування спуско-підіймальними роботами при заміні насоса. Їх недоліки пов'язані з необхідністю облаштування промислу системою постачання свердловин робочою рідиною з ретельним її очищенням, яка потрібна для успішної роботи гідравлічного двигуна.

## Свердловинні гвинтові насоси
Свердловинні гвинтові насоси (помпи) стали застосовувати на практиці недавно. 
Ґвинтовий насос — це помпа об'ємної дії, подача якого прямо пропорційна частоті обертання спеціального ґвинта (або ґвинтів). Під час обертання гвинт і його обойма утворюють по всій довжині ряд замкнутих порожнин, які пересуваються від прийому насоса до його викиду. Разом з ними переміщається і відкачувана рідина.
Застосування гвинтових насосів особливо ефективно під час відкачування високов'язкої нафти. Схема їх установки в свердловині така ж сама, як і при застосуванні занурених електровідцентрових насосів.
Для насосної експлуатації свердловин використовуються також діафрагмові, гідропоршневі і струменеві насоси.

## Струминний насос

Схема струминного насоса: 1 — НКТ; 2 — сопло; 3–канали; 4 — дифузор; 5 — порожнина насоса; 6 — підпакерний простір

Насос працює під дією напору робочої рідини (води або нафти), що нагнітається у НКТ 1, з'єднані з соплом 2. При проходженні вузького перетину сопла струмінь перед дифузором 4 одержує велику швидкість і тому в каналах 3 знижується тиск. Ці канали з'єднано через порожнину насоса 5 з підпакерним простором 6 та пластом, звідки пластова рідина всмоктується в насос і змішується у камері змішування з робочою. Суміш рідин далі рухається по кільцевому простору насоса й піднімається на поверхню по міжтрубному простору (насос спускають на двох концентричних рядах труб) під тиском нагнітаної в НКТ робочої рідини. Насос не має рухомих частин, може відкачувати високов'язкі рідини та експлуатуватися в ускладнених умовах (високі температури пластової рідини, вміст значної кількості вільного газу і піску в продукції й т. п.).

## Вібраційний насос
Вібраційний насос — насос, призначено для підйому рідини із свердловин під дією пружних деформацій рідини і колони труб, що генеруються вібратором.